# Balalaika
Balalaika (tiếng Nga: балала́йка, phát âm [bəlɐˈlajkə]) là một nhạc cụ bộ dây của Nga, với đặc trưng là thân đàn hình tam giác và có ba dây.
Họ balalaika bao gồm các nhạc cụ với nhiều kích cỡ khác nhau, kích cỡ từ nhỏ đến lớn hơn (và âm sắc cao nhất đến thấp nhất) là: piccolo, prima, secunda, alto, bass và contrabass. Balalaika prima, tức loại nhỡ, là vật phổ biến nhất và thường được dùng để độc diễn. Chúng đều có chung thân hình tam giác, mặt đàn được làm từ gỗ vân sam, thường xanh hoặc lãnh sam. Đáy đàn thường có từ ba đến chín miếng gỗ ghép lại (thường là gỗ phong). Thông thường balalaika có ba dây.
Balalaika prima, secunda và alto đều có thể chơi được bằng ngón tay hoặc miếng gảy, tùy thuộc vào loại nhạc được chơi. Bass và contrabass lớn hơn thường được chơi bằng miếng gảy da. Piccolo hiếm hơn cũng được chơi bằng miếng gảy.

## Từ nguyên
Nguồn sớm nhất đề cập đến thuật ngữ balalaika là một tài liệu tiếng Nga vào năm 1688. Thuật ngữ "balabaika" cũng được sử dụng rộng rãi trong các văn bản tiếng Ukraina từ năm 1717 đến 1732. Theo một thuyết khác, thuật ngữ này được mượn từ tiếng Nga và xuất hiện lần đầu tiên trong ngôn ngữ văn chương ở bài thơ "Elysei" của V. Maikov sáng tác năm 1771.
Theo Dân Huyền thì balalaika bắt nguồn từ balabolka, nghĩa là một người ba hoa, vì tiếng đàn có nhiều cung bậc và được chơi trong nhiều lĩnh vực.